# Alšovice
Alšovice (krkonošským nářečím Halšovice, německy Alsowice, Alschowitz) jsou vesnice, část obce Pěnčín v okrese Jablonec nad Nisou. Nachází se asi 1,5 kilometru jižně od Pěnčína. Alšovice jsou také název katastrálního území o rozloze 2,3 km².

## Historie
První písemná zmínka o vesnici pochází z roku 1543.
Do roku 1930 byla obec součástí obce Skuhrov, v roce 1950 samostatnou obcí a od roku 1961 patří jako místní část Pěnčín.

## Obyvatelstvo
| Rok            | 1869 | 1880 | 1890 | 1900 | 1910 | 1921 | 1930 | 1950 | 1961 | 1970 | 1980 | 1991 | 2001 | 2011 | 2021 |
| -------------- | ---- | ---- | ---- | ---- | ---- | ---- | ---- | ---- | ---- | ---- | ---- | ---- | ---- | ---- | ---- |
| Počet obyvatel | 417  | 466  | 512  | 545  | 506  | 531  | 618  | 411  | 593  | 587  | 524  | 449  | 482  | 557  | 563  |
| Počet domů     | 59   | 64   | 62   | 67   | 69   | 77   | 114  | 120  | 120  | 164  | 147  | 175  | 183  | 199  | 199  |